# Parambassis alleni
Pseudambassis alleni és una espècie de peix pertanyent a la família dels ambàssids.
És un peix d'aigua dolça, demersal i de clima tropical.
Es troba a Àsia: Myanmar.
És inofensiu per als humans.